# Estádio Manuel Barroso Neto
Estádio Manuel Barroso Neto – stadion piłkarski, w Trairi, Ceará, Brazylia, na którym swoje mecze rozgrywa klub Associação Trairiense de Futebol.